# Anomalon reticulatum
Anomalon reticulatum är en stekelart som först beskrevs av Cresson 1865.  Anomalon reticulatum ingår i släktet Anomalon och familjen brokparasitsteklar. Inga underarter finns listade i Catalogue of Life.